# Bruno Bagnoud
Bruno Jean Bagnoud (* 23. Februar 1935 in Crans-sur-Sierre; † 10. Oktober 2022 im Kanton Wallis) war ein Schweizer Bergführer, Pilot, Unternehmer und Mäzen. Er gründete die alpine Flugrettungsgesellschaft Air-Glaciers und wohltätige Organisationen.

## Leben
Bruno Bagnoud war der Sohn des Lehrers Marius Bagnoud aus dem Kanton Wallis und der Aargauer Krankenschwester Léonie Müller. Seit 1945 lebte er mit seinen Eltern in Bern. Nach dem Gymnasium in Bern absolvierte er die Eidgenössische Sportschule in Magglingen und war als aktiver Sportler im Orientierungslauf erfolgreich. 1961 erlangte er das Diplom als Sportlehrer und im gleichen Jahr nach dem Training auf dem Flugplatz Lausanne-Blécherette auch das Pilotenbrevet. Von 1961 bis 1964 arbeitete er als Instruktionsoffizier der Schweizer Armee und absolvierte die Bergführerausbildung. Als nach dem Bergunfall eines Kursteilnehmers im Jahr 1963 im Gebiet der Aiguilles Dorées südlich von Martigny der zu Hilfe gerufene Rettungspilot Hermann Geiger den Verletzten zunächst nicht rasch bergen konnte, begann Bruno Bagnoud mit diesem bekannten Gebirgspiloten Pläne für einen zweckmässigeren Luftrettungsdienst zu entwickeln.
1965 gründeten Bagnoud und die Walliser Piloten Hermann Geiger und Fernand Martignoni die Firma Air-Glaciers, die von der Basis auf dem Flughafen Sitten aus Rettungsflüge im Unterwallis und Transportaufträge im Gebirge ausführt und die zeitweise auch als Chartergesellschaft operierte. Seit 1965 war Bagnoud auch selbst Helikopterpilot. 1967 wurde Air-Glaciers für eine UNO-Mission in Mali engagiert. Für die Fluggesellschaft erwarb Bagnoud Helikopterstandorte auch auf den Flugplätzen und Heliports von Lauterbrunnen, Collombey, Leysin, Saanen, Gampel und La Chaux-de-Fonds. Er führte die Gesellschaft Air-Glaciers bis im Jahr 2020, als sie sich mit der zweiten Walliser Helikopterfirma Air Zermatt zusammenschloss.
Nach dem frühen Tod seines Sohnes François-Xavier Bagnoud, der als Pilot und Luftfahrtingenieur für Air-Glaciers arbeitete, am 14. Januar 1986 bei einem Helikopterunfall während der Rallye Paris-Dakar gründeten Bruno Bagnoud und seine Ehefrau, die französische Journalistin und Filmproduzentin Albina du Boisrouvray (* 1939), im Jahr 1989 zum Gedenken an ihren Sohn die wohltätige Gesellschaft Association François-Xavier Bagnoud, die sich vor allem der Bekämpfung von AIDS und der Hilfe für Waisenkinder widmet. Zudem gründete das Ehepaar die Stiftung Fondation François-Xavier Bagnoud, die soziale Projekte im Kanton Wallis unterstützt und unter anderem die alpine Schutzhütte Cabane FXB Panossière im Val de Bagnes errichtete und 1995 auch die Stiftung für die Sternwarte in Saint-Luc.
Bagnoud war Präsident der Schweizer Gesellschaft der Gletscherpiloten und der Vereinigung der auf dem Flugplatz Sitten tätigen Unternehmen und Mitbegründer des Vereins Aqua Nostra Valais. 1968 wurde ihm eine Auszeichnung als Gebirgsrettungspilot, 1975 die Médaille d’honneur pour acte de courage et de dévouement und 2007 der Aerosuisse aviation award zugesprochen. Er starb im Oktober 2022 im Alter von 87 Jahren im Wallis.